# Blekendorf
Blekendorf település Németországban, Schleswig-Holstein tartományban. Lakosainak száma 1712 fő (2023. december 31.).

## Népesség
A település népességének változása:
| Lakosok száma | 1759 | 1721 | 1738 | 1704 | 1666 | 1692 | 1712 |
|               | 1975 | 2014 | 2017 | 2019 | 2021 | 2022 | 2023 |